# Кристина Шарлотта Сольмс-Браунфельсская
Кристина Шарлота Сольмс-Браунфельсская (нем. Christine Charlotte zu Solms-Braunfels; 10 ноября 1690, Грайфенштайн — 16 октября 1751, Гомбург) — графиня Сольмс-Браунфельсская, в замужестве принцесса Гессен-Гомбургская.

## Биография
Кристина Шарлотта — дочь графа Вильгельма Морица Сольмс-Браунфельсского и Магдалены Софии Гессен-Гомбургской, дочери ландграфа Вильгельма Кристофа Гессен-Гомбургского.
3 октября 1722 года в Браунфельсе Кристина Шарлотта вышла замуж за принца Казимира Вильгельма Гессен-Гомбургского. Супруг умер в 36 лет, вскоре после рождения их третьего ребёнка. В 1727 году Имперский камеральный суд в Вецларе утвердил Кристину Шарлотту в правах регента при сыне. Принцесса Кристина Шарлотта с детьми проживала в Хётенслебене и заботилась об их воспитании. Она пригласила домашним учителем теолога Августа Фридриха Зака. В 1742 году брат Кристины Шарлотты Фридрих Вильгельм был возведён в имперские князья, а спустя четыре года сын Фридрих вступил в свои права в Гессен-Гомбурге.

## Потомки
- Фридрих IV Карл (1724—1751) — ландграф Гессен-Гомбурга, женат на графине Ульрике Луизе Сольмс-Браунфельсской
- Евгений (1725)
- Ульрика София (1726—1792)